# Vassilis Alexakis
Vassilis Alexakis (grekiska: Βασίλης Αλεξάκης), född 25 december 1943 i Aten, död 11 januari 2021 i Aten, var en grekisk-fransk författare, journalist, översättare och regissör.

## Biografi
Vassilis Alexakis far Yannis Alexakis var skådespelare. Han föddes i Aten, men växte upp på Santorini. 1961 reste han till Lille, Frankrike, för att studera journalistik sedan han fått stipendium, och återvände tre år senare för militärtjänstgöring. Med anledning av statskuppen i Grekland, flyttade Vassilis Alexakis till Paris 1967. Han debuterade som författare med romanen Le sandwich som han skrev på sitt nya hemlands språk, franska. Sin första roman på grekiska, Talgo, skrev han 1982 och översatte själv till franska. Efter faderns död 1995 lärde han sig språket sango.
Hans författarskap präglas av kulturmötet mellan det grekiska och franska, av spänningen mellan språk och identitet, och inrymmer historiska romaner, politiska romaner, berättelser med självbiografiska inslag, och noveller. För sitt författarskap har han blivit flerfaldigt belönad. Romanen La langue maternelle tilldelades Prix Médicis 1995, romanen Avant Albert Camus pris, romanen Les mots étrangers nominerades till flera priser, och Ap. J.-C tilldelades Grand Prix du roman de l'Académie française. Novellsamlingen Papa belönades med Prix de la Nouvelle de l’Académie française. Les mots étrangers erhöll också Grekiska statens litteraturpris.
Som regissör har han gjort fyra filmer, däribland den grekiska filmen Athinayi (1991).
Inga verk av Alexakis finns översatta till svenska.